# Antonino Saetta
Antonino Saetta (Canicattì, 25 ottobre 1922 – Caltanissetta, 25 settembre 1988) è stato un magistrato italiano, assassinato da Cosa Nostra insieme al figlio Stefano.
Il giorno dopo la sua morte venne assassinato a Trapani il giornalista Mauro Rostagno.

## Biografia

### Origini e formazione
Terzo di cinque figli, conseguì la maturità classica presso il liceo ginnasio statale di Caltanissetta e si iscrisse nel 1940 alla facoltà di Giurisprudenza dell'Università degli Studi di Palermo. Dopo aver conseguito la laurea nel 1944, con 110 e lode, vinse il concorso per Uditore Giudiziario ed entrò in Magistratura nel 1948.

### La carriera nella magistratura italiana
In prima assegnazione fu collocato ad Acqui Terme con funzioni di Pretore prima e successivamente di Giudice istruttore presso il Tribunale. Si trasferì poi come Giudice di Tribunale a Caltanissetta nel 1955 e a Palermo nel 1960, e dal 1969 al 1971 fu Procuratore della Repubblica presso il Tribunale di Sciacca, poi nuovamente a Palermo, quale Consigliere di Corte d'Appello.
Nel periodo 1976-1978 fu Consigliere presso la Corte d'Assise d'Appello di Genova, dove si occupò anche di taluni processi di risonanza nazionale (Brigate Rosse; naufragio doloso Seagull), rientrando successivamente a Palermo. Successivamente, nel periodo 1985-1986, fu Presidente della Corte d'assise d'Appello di Caltanissetta ed è qui che si occupò, per la prima volta nella sua carriera, di un importante processo di mafia, quello relativo alla strage in cui morì il giudice Rocco Chinnici, e i cui imputati erano, tra gli altri, i "Greco" di Ciaculli, vertici indiscussi della mafia di allora, e pur tuttavia incensurati. Il processo si concluse con un aggravamento delle pene e delle condanne rispetto al giudizio di I grado. Antonino Saetta fu poi nuovamente a Palermo, quale Presidente della I sezione della Corte d'Assise d'Appello. Qui si occupò di altri importanti processi di mafia, in particolare presiedette il processo relativo alla uccisione del capitano dei Carabinieri Emanuele Basile, che vedeva imputati i pericolosi capi emergenti Vincenzo Puccio, Armando Bonanno e Giuseppe Madonia.

### L'agguato e l'omicidio
Pochi mesi dopo la conclusione di tale processo, e pochi giorni dopo il deposito della motivazione della sentenza che aveva condannato all'ergastolo gli imputati, Saetta fu assassinato, insieme al figlio Stefano, attorno alla mezzanotte del 25 settembre 1988, sulla SS 640 Agrigento-Caltanissetta, all'altezza del viadotto Giulfo (agro di Caltanissetta), di ritorno a Palermo dopo avere assistito a Canicattì al battesimo di un nipotino. Il giudice e il figlio erano a bordo della loro vettura, una Lancia Prisma color grigio, quando furono affiancati da una BMW con a bordo i killer che spararono con due mitragliette calibro 9 parabellum; l'auto del giudice sbandò, andando a sbattere contro il guard-rail a bordo strada, mentre i killer scesero dalla BMW e continuarono a crivellare di colpi le due vittime, fino ad ucciderle: in totale furono sparati 47 colpi. Subito dopo, la BMW servita per l'omicidio (che risultò rubata ad Agrigento una decina di giorni prima da un ladruncolo che poi venne assassinato per non lasciare testimoni) venne portata in una campagna a circa due chilometri di distanza dal luogo del delitto e lì data alle fiamme.
Antonino Saetta è stato sepolto nel cimitero di Canicattì.

## Le indagini e i processi
Nel 1998 sono stati condannati all'ergastolo, dalla Corte d'Assise di Caltanissetta, per il duplice efferato omicidio, i capimafia Salvatore Riina e Francesco Madonia come mandanti, e il killer Pietro Ribisi come esecutore materiale; gli altri due esecutori, Michele Montagna e Nicola Brancato, e il basista dell'agguato, il boss di Canicattì Giuseppe Di Caro, non sono più processabili perché tutti morti. La condanna, confermata nei successivi gradi di giudizio, è passata in giudicato.
L'assassinio, ritenuto un "favore" delle cosche agrigentine ai capimafia palermitani Riina e Madonia, presenta un triplice movente: "punire" un magistrato che, per la sua fermezza nel condurre il processo Basile, e, prima, il processo Chinnici, aveva reso vane le forti pressioni mafiose esercitate; “ammansire” con un'uccisione eclatante, gli altri magistrati giudicanti allora impegnati in importanti processi di mafia; "prevenire" la probabile nomina di un magistrato ostico, quale Antonino Saetta, a Presidente del cosiddetto Maxiprocesso d'appello alla mafia.

## Riconoscimenti
Antonino Saetta è ricordato ogni anno il 21 marzo nella Giornata della Memoria e dell'Impegno di Libera, la rete di associazioni contro le mafie, che in questa data legge il lungo elenco dei nomi delle vittime di mafia e fenomeni mafiosi. A lui e al figlio Stefano è dedicato il presidio di Libera di Acqui Terme, luogo in cui svolse il suo primo incarico.
Nel 2020, a 32 anni dall'eccidio, il film documentario L'abbraccio - Storia di Antonino e Stefano Saetta, scritto e diretto da Davide Lorenzano, prodotto da Cristian Patanè, con la direzione della fotografia di Daniele Ciprì, è la prima opera cinematografica sull'argomento che traccia il profilo professionale e personale del magistrato, quello inedito di Stefano e del rapporto padre-figlio, per mezzo di contenuti esclusivi, la graphic novel animata e le interviste a familiari, amici e ad Antonino Di Matteo che ebbe a condurre le indagini e il processo, ricostruendone il movente e l'esecuzione, ottenendo la condanna all'ergastolo dei responsabili.

## Curiosità
- Si è detto talvolta che Stefano fosse disabile grave, tuttavia al momento della morte risultava giovane di sana costituzione e sportivo (era un ottimo nuotatore), ma aveva sofferto in adolescenza di disturbi psichiatrici che lo avevano costretto ad abbandonare gli studi e a farsi riconoscere un'invalidità civile. Tuttavia negli ultimi anni di vita appariva sostanzialmente guarito. Il rinvenimento del tesserino di invalidità tra i suoi documenti indusse alcuni cronisti in errore[12].
- Anche il film Il giudice ragazzino, incentrato sulla figura del giudice Rosario Livatino, rappresenta erroneamente Stefano Saetta come disabile in stato vegetativo, ed è stato criticato dalla famiglia per il ritratto a loro giudizio poco fedele del padre Antonino[13].

## Filmografia
- L'abbraccio - Storia di Antonino e Stefano Saetta, regia di Davide Lorenzano (2020)